# Broșteni (okręg Gorj)
Broșteni – wieś w Rumunii, w okręgu Gorj, w gminie Plopșoru. W 2011 roku liczyła 232 mieszkańców.